# Shogo Omachi
Shogo Omachi (大町 将梧 Omachi Shogo?, nacido el 4 de mayo de 1992 en Nagasaki) es un futbolista japonés que se desempeña como delantero.

## Trayectoria

### Clubes
| Club             | País  | Año         |
| ---------------- | ----- | ----------- |
| Zweigen Kanazawa | Japón | 2013 - 2015 |
| Honda FC         | Japón | 2016 -      |

## Estadística de carrera

### J. League
| Club             | Año   | J. League | J. League | Copa J. League | Copa J. League | Total | Total |
| Club             | Año   | Part.     | Goles     | Part.          | Goles          | Part. | Goles |
| ---------------- | ----- | --------- | --------- | -------------- | -------------- | ----- | ----- |
| Zweigen Kanazawa | 2014  | 30        | 4         | -              | -              | 30    | 4     |
| Zweigen Kanazawa | 2015  | 11        | 0         | -              | -              | 11    | 0     |
| Total            | Total | 41        | 4         | 0              | 0              | 41    | 4     |

## Palmarés

### Títulos nacionales
| Título    | Club             | País  | Año  |
| --------- | ---------------- | ----- | ---- |
| J3 League | Zweigen Kanazawa | Japón | 2014 |